# Districtul Tiszaújváros
Tiszaújváros (în maghiară Tiszaújvárosi járás) este un district în județul Borsod-Abaúj-Zemplén, Ungaria.
Districtul are o suprafață de 248,87 km2 și o populație de 31.801 locuitori (2013).